# كولن أونيل
كولن أونيل (بالإنجليزية: Colin O'Neill)‏ (14 يونيو 1963 بديري في أيرلندا الشمالية - ) هو مدرب كرة قدم ولاعب كرة قدم بريطاني في مركز الوسط. شارك مع منتخب أيرلندا الشمالية لكرة القدم. أما مع النوادي، فقد لعب مع أردز وبورتاداون ونادي ماذرويل ونادي لارن ‏ وIrish League representative team ‏ ونادي بيليمينا يونايتد.

## وصلات خارجية
- كولن أونيل على موقع قاعدة بيانات كرة القدم.إي يو (الإنجليزية)